# Gyenyisz Leonyidovics Macujev
Gyenyisz Leonyidovics Macujev (oroszul: Денис Леонидович Мацуев; Irkutszk, 1975. június 11. –) orosz zongoraművész.
Gyenyisz Macujev Irkutszkban született, Oroszországban, zenész család gyermekeként. Édesanyja zenetanár, édesapja zongorista. Háromévesen egy, a televízióban hallott dallam azonnali lejátszása után döbbentek rá különleges zenei tehetségére – maga az édesapja lett első zenetanára. Gyermekként nagyon vonzódott a sportokhoz, jégkorongozott, illetve futballozott.

## Moszkvai évek
1990]ben költöztek Moszkvába, ahol folytatta zenei tanulmányait, a Központi Zeneiskolában. 1993-ban nyerte meg első nemzetközi versenyét Dél-Afrikában. Ezek után került a moszkvai konzervatóriumba, és olyan tanárok tanították, mint Alekszej Naszedkin és Szergej Dorenszkij. 1995-ben kezdte meg szólókarrierjét.

## Karrierje
1998-ban megnyerte a Nemzetközi Csajkovszkij Versenyt, amely egyértelműen fordulópont az életében; s bár Freddy Kempf, a verseny második helyezettje gyakorlatilag fellázadt a zsűri döntése ellen, mégis Macujev maradt a győztes. Szólókarrierje gyakorlatilag itt indult be igazán, és a világ számos pontján tartott emlékezetes fellépéseket, olyan karmesterek vezényletével, mint Jevgenyij Szvetlanov vagy Claudio Abbado. Játékát több ízben hasonlították a nagy orosz előd, Vladimir Horowitz játékához. Több alkalommal is járt Magyarországon; 2007 decemberében és 2009 februárjában; illetve a Liszt-év keretében, 2011. október 22-én a Művészetek Palotája vendégeként szerepelt, az Óbudai Danubia Zenekar kísérte Héja Domonkos vezényletével – amikor is olyan műveket játszott, mint a Haláltánc, illetve a két zongoraverseny.
Nem kizárólag klasszikus zenét játszik, hanem dzsesszt is, amit klasszikus zenei koncertjeibe is beleépít, színesítve ezzel az előadásmódját, játékának sokszínűségét csillogtatva. Ő adott először dzsesszkoncertet a moszkvai konzervatóriumban.

## Diszkográfia
- Denis Matsouev - Haydn, Liszt, Tchaikovsky, Prokofiev. © & (P) 1997 NEW NAMES
- Denis Matsouev, piano - Haydn, Chopin, Liszt, Rachmaninov, Prokofiev. © & (P) VIVENDI, 1999
- Denis Matsouev, piano - Beethoven, Tchaikowsky, Liszt, Prokofiev. Collection Etoiles. Enregistrement en public - Église Notre-Dame d'Auvers-sur-Oise, 2000.05.27.
- MATSUEV - Liszt: Mephisto Waltz S.514, Schumann: Symphonic Etudes op. 13, Schubert: Piano Sonata No.14 in a minor D.784. Sacrambow (Japan), © & (P) 2000 JAPAN ARTS
- Classic Masterpieces. BUDAPEST Philharmonic Orchestra. Conductor Rico Saccani. Tchaikovsky - Piano concertos Nos. 1 & 2. Soloist: Denis MATSOUEV. © & (P) 2003 Independent Music & Media Alliance LTD.
- DENIS MATSUEV - Tribute to Horowitz. Liszt, Bizet-Horowitz, Rossini-Ginzburg. (P) & © 2004 BMG Russia
- MARISS JANSONS - Symphonieorchester Des Bayerischen Rundfunks - DENIS MATSUEV. Stravinsky - Firebird Suite, Shchedrin - Piano Concerto No.5. © 2005 Sony BMG Music Entertainment
- Denis Matsuev - Stravinsky & Tchaikovsky. I. Stravinsky - Three Movements From Petrouchka, P.I.Tchaikovsky - The Seasons. RCA Red Seal. (P) & © 2005 Sony BMG Music Entertainment.
- Tchaikovsky: Piano Concerto No 1 & Shostakovich: Concerto for Piano, Trumpet and Strings.  St Petersburg PO/Temirkanov. RCA Red Seal (P) & © 2007 Sony BMG Music Entertainment.
- Unknown Rachmaninoff - Denis Matsuev (2008. március 18.) RCA Red Seal
- Denis Matsuev: The Carnegie Hall Concert - Denis Matsuev (2009. október 20.) RCA Red Seal
- Rachmaninov: Piano Concerto No. 3, Rhapsody on a Theme of Paganini - Denis Matsuev, Gergiev, and Mariinsky Orchestra (2010. február 9.)